# Oblężenie sanktuarium Nuestra Señora de la Cabeza
Oblężenie sanktuarium Nuestra Señora de la Cabeza – bitwa toczona w trakcie hiszpańskiej wojny domowej, gdy siły sprzyjającej gen. Franco „Straży Obywatelskiej” broniły pozycji w sanktuarium Nuestra Señora de la Cabeza przed wojskami rządowymi.

## Przebieg
Region w większości opowiedział się za rządem Republiki. Sprzyjające puczystom gen. Franco oddziały Straży Obywatelskiej opanowały wówczas sanktuarium i pobliskie Lugar Nuevo. Po zerwaniu negocjacji z przedstawicielami rządu 14 września 1936 roku rozpoczęło się oblężenie. Obrońcami dowodził kpt. Santiago Cortés, który miał pod swoimi rozkazami 129 gwardzistów Straży Obywatelskiej i 72 ochotników, a w Lugar Nuevo 40 gwardzistów i ochotników. Siły obrońców były wspomagane przez zrzuty wykonywane przez lotnictwo frankistów. Na terenie sanktuarium przebywało także 467 cywilów, a w Lugar Nuevo 201 cywilów. Siły rządowe liczyły początkowo 1600 żołnierzy, zwiększone potem do czterech brygad wspieranych przez czołgi.
Oblegający ostrzeliwali pozycje obrońców, powstrzymując się jednak od szturmu aż do listopada 1936 r., gdy podjęto pierwszą nieudaną próbę zajęcia sanktuarium. 12 kwietnia żołnierze Guardia Civil ewakuowali Lugar Nuevo do sanktuarium. Ostatni szturm rozpoczął się 1 maja 1937 roku o 6:00 rano i trwał do 4:00 po południu.
Oblężenie trwało 229 dni. Poległo 159 osób, w tym 104 gwardzistów i ochotników oraz 55 cywili, a ostateczny szturm kosztował życie 26 obrońców.